# هاري ريمون
هاري ريمون (بالإنجليزية: Harry Raymond)‏ (ولد ببليموث في المملكة المتحدة - )، لاعب كرة قدم بريطاني في مركز الهجوم. لعب مع نادي بليموث أرجايل ونادي توركي يونايتد ومنتخب إنجلترا الوطني لكرة القدم للهواة ‏.

## وصلات خارجية
- هاري ريمون على موقع أوليمبيديا (الإنجليزية)